# Pseudascarophis genypteri
Pseudascarophis genypteri is een rondwormensoort uit de familie van de Cystidicolidae. De wetenschappelijke naam van de soort is voor het eerst geldig gepubliceerd in 2001 door Muñoz & George-Nascimento.